# Андреа Мелдолла
Андреа Мелдолла (хорв. Andrija Medulić, італ. Andrea Meldolla,  Andrea Schiavone; 1510/1515 — 1 грудня, 1563) — венеційський художник 16 століття.

## Життєпис
Він син військового командира в гарнізоні міста Дзара (нині Задар, Хорватія). Землі були приєднані до Венеції (Венеційська Далмація). Родина походила з міста Мелдолла, що в сучасній Емілії-Романьї. Сам художник мав в Венеції прізвисько — Ск'явоне, тобто слов'янин, хлопець із Далмації (Andrea Schiavone).
Починав як автодидакт. Початкове художнє навчання — в місті Дзара, продовжив у Венеції. Серед художників. що значно вплинули на художню манеру митця, — Франческо Сальвіаті, Парміджаніно. У Венеції зазнав впливу від пізніх творів Тиціана та Тінторетто. Своєю чергою, його релігійні картини мали вплив на творчість родини венеційських майстрів Бассано. Художня манера митця — мінлива, еклектична і значно змінювалася з часом чи навіть з різними творами.
Займався також графікою. Створив декілька декоративних фресок в палацах аристократів Венеції. Ці твори, пошкоджені вологою, пропали.

## Вибрані твори

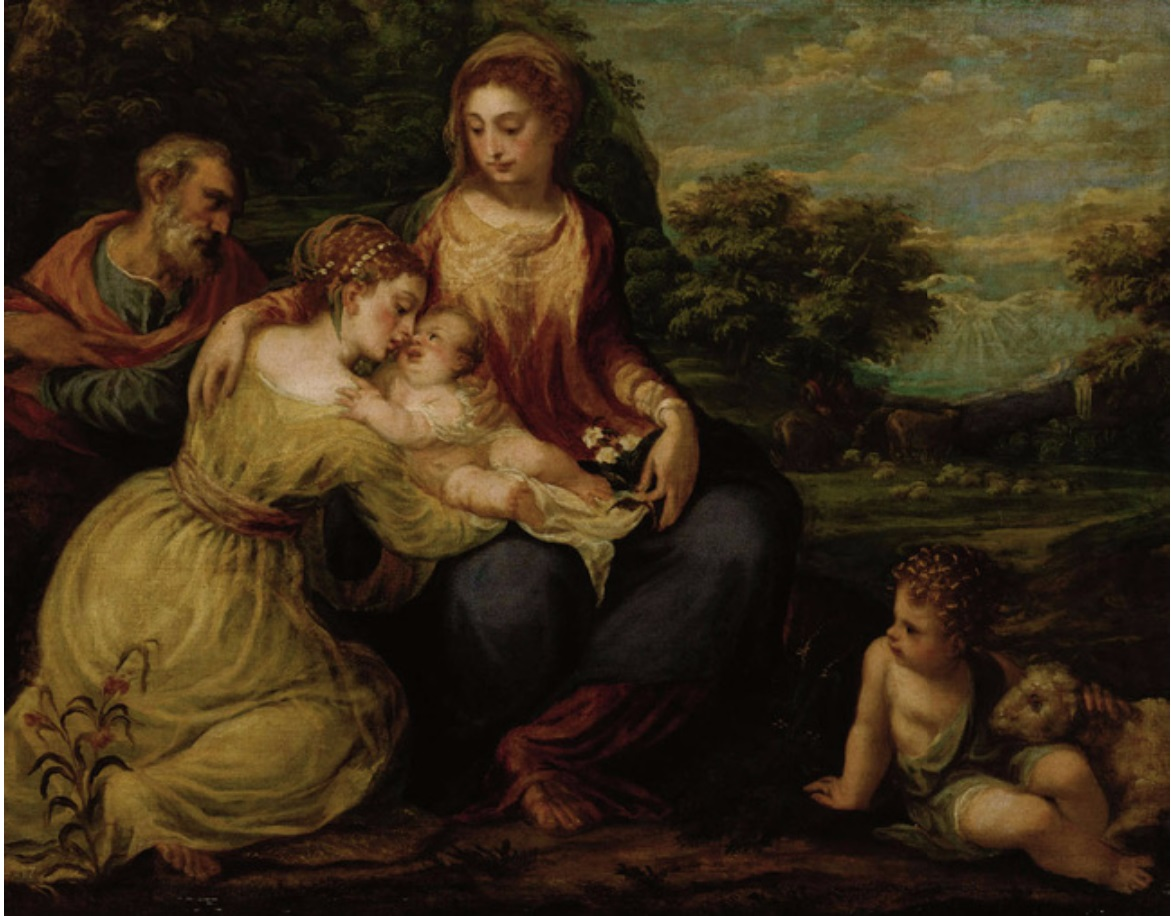
Свята Родина зі Св. Катериною. Відень.

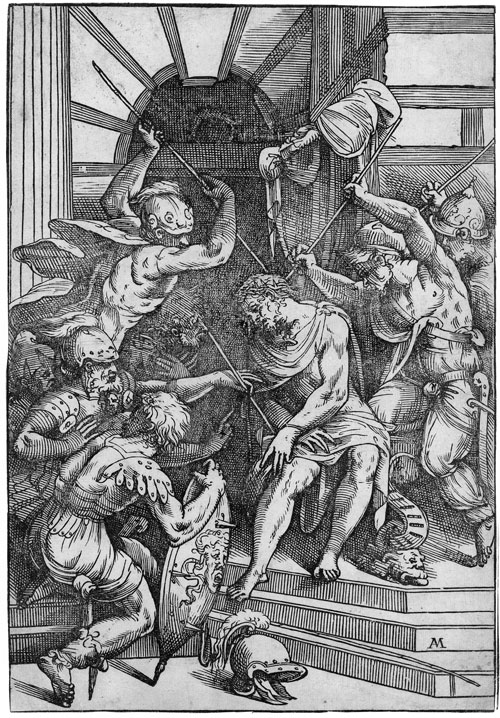
Увінчання Христа терновим вінцем. Гравюра

- «Повернення блудного сина», Чиказький художній інститут
- «Молитва Ісуса Навіна», Ермітаж
- «Поклоніння пастухів», Флоренція

- «Свята Родина зі Св. Катериною», Відень
- «Перехід євреїв через Чермне море»
- «Дитинство Юпітера»
- «Юпітер зваблює німфу Калісто», Національна галерея (Лондон)
- «Богиня Діана карає вагітну німфу Калісто»
- «Мадонна з немовлям», тондо, Ріксмузей, Амстердам
- «Викрадення Європи», Ріксмузей, Амстердам
- «Кентавр Несс викрадає Деяніру»
- «Оплакування Христа»
- «Навернення Савла на апостола Павла», Кверіні Стампалья
- «Весілля Амура та Психеї», Метрополітен-музей
- «Еней полишає Трою»
- «Меркурій», Флоренція
- «Міфологічна сцена», Венеція
- низка малюнків, Лос Анджелес, США